# حسن باشا العدوي
حسن باشا العدوي ولد في الإسكندرية عام 1876 ودرس الهندسة المعمارية بأوروبا وعمل بالبناء والمقاولات بحلاف والده الذي عمل بالتجارة.

## نشأته
و تعود جذوره الي قرية بني عدي باسيوط التي لم ينقطع عن زيارتها.
وهو من اعيان الإسكندرية ومن أهم المهندسين والمقاولين في بدايات القرن العشرين اسند اليه مع المهندس الايطالى فيروتشى إعادة بناء قصر رأس التين  وقصر الحرملك بالمنتزه.

## حياته
قام ببناء العديد من المنشات والعقارات بالثغر.
وهو حفيد الشيخ حسن العدوي أحد كبار العلماء المسلمين ومن اعمدة الثورة العرابية.
و صاحب واقعة شهيرة مع الخديوي إسماعيل ادت الي غضب الخديوي عليه وقرر الخديوي معاقبة الشيخ العدوي  فجرده من كافة ألقابه ومنعه من إلقاء الدروس وأبقاه منعزلاً حتي وفاته. حسن باشا سليل عائلة العدوي العريقة ذات الاصول العربية.
و هو جد اللواء حسن العدوي بالمخابرات العامة.

## الوفاة
توفي حسن باشا في الإسكندرية عام 1936 ودفن بمقابر الاسرة بمقابر العامود غرب الإسكندرية.